# Vester Skerninge
Vester Skerninge is een plaats in de Deense regio Zuid-Denemarken, gemeente Svendborg. De plaats telt 1053 inwoners (2008).

## Station

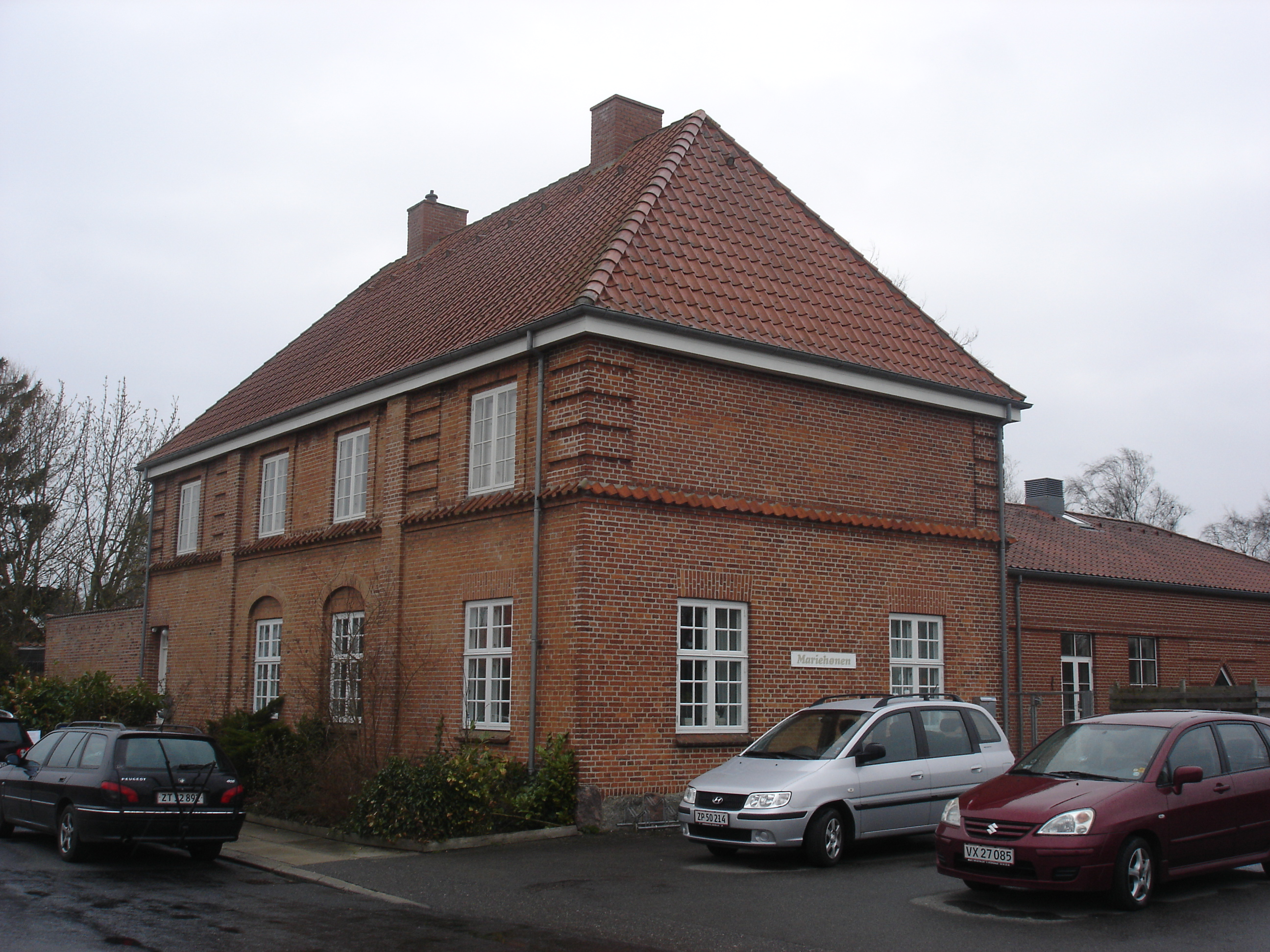
Voormalig station

Het dorp ligt aan de voormalige spoorlijn Svendborg - Faaborg. De laatste trein op deze lijn reed in 1954. Het stationsgebouw uit 1916 is bewaard gebleven.